# Jamila Abitar

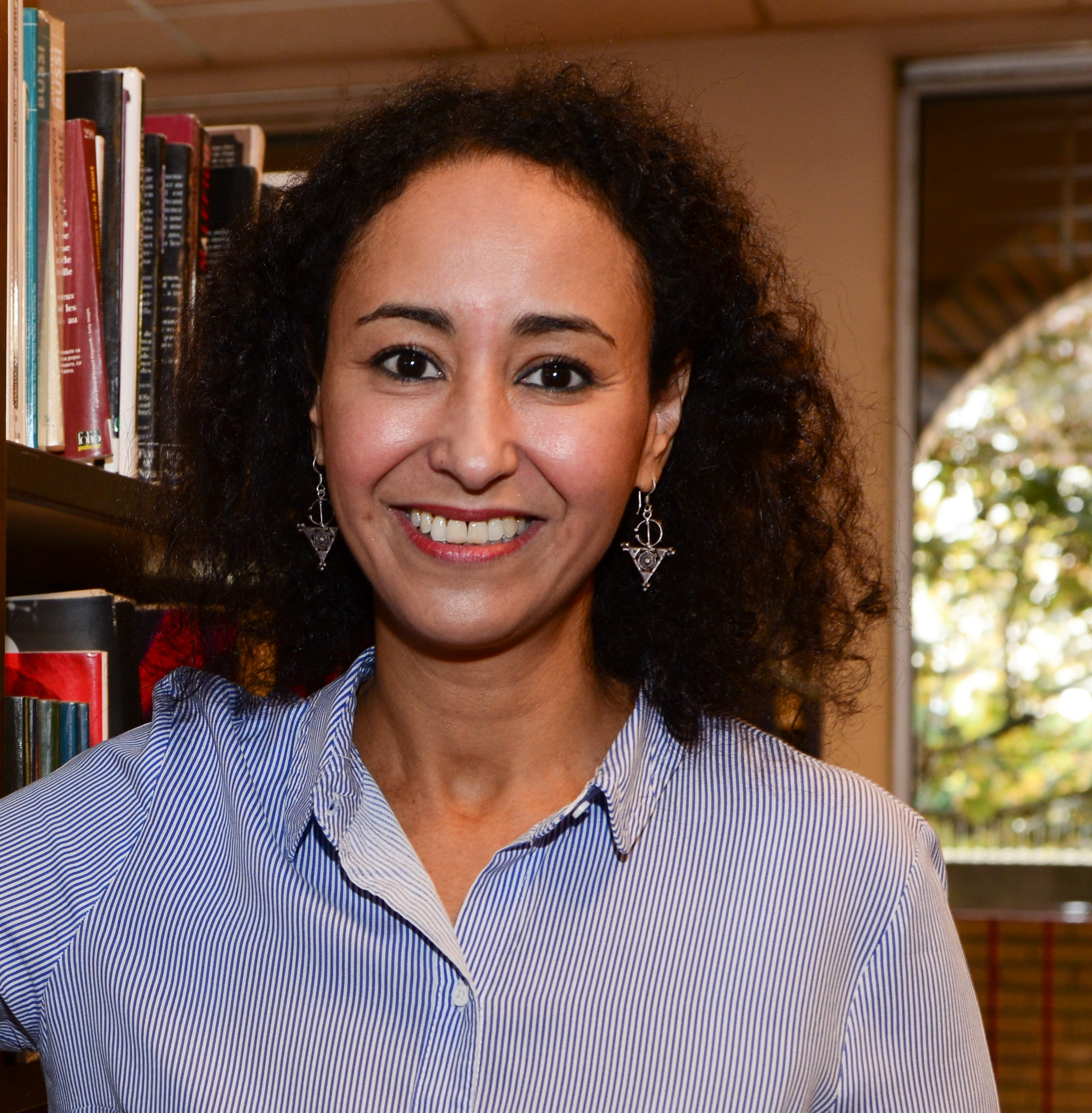
Jamila Abitar

Jamila Abitar (en  árabe :  جميلة أبطار, Marrakech, 9 de mayo de 1969) es una poetisa marroquí residente en Francia.
Cursó estudios jurídicos y ha trabajado para administraciones universitarias, la UNESCO y bibliotecas de Cachan (Val-de-Marne).

## Obra
- L'Oracle des fellahs, 2000
- L'Aube sous les dunes, 2001
- Le Bleu infini, 2009
- À Marrakech, derrière la Koutoubia ,2012

- Datos: Q34258897
- Multimedia: Jamila Abitar / Q34258897